# Marie-Irène Ngapeth Biyong
Marie-Irène Ngapeth Biyong, née le 22 juillet 1926 à Dehane (dans le département de la Sanaga Maritime) et morte en 2001, est une femme politique et auteure camerounaise. Elle est militante de l'UPC et membre fondatrice de l’Union démocratique des femmes camerounaises en 1952. Son livre Cameroun Combats pour l’indépendance dans lequel elle retrace  l'histoire vécue des luttes pour l'indépendance du Cameroun, est publié en 2009.

## Biographie
Marie-Irène Biyong est née le 22 juillet 1926 à Maka’e Dehane dans le département de la Sanaga Maritime dans la région du Littoral. Enseignante de formation, elle est diplômée de l’École Normale de Foulassi en 1945. 
Elle entre en politique à la ferveur du militantisme de son époux Job René Ngapeth, haut cadre de l’UPC. En 1952, elle fonde avec Marthe Ouandié et Julienne Niat l'Union des Femmes Camerounais (UFC). Elles sont par la suite rejoint par Gertuge Omog et Emma Mgom avec qui elle fondent en 3 août 1952 l'Union démocratique des femmes Camerounaises (UDEFEC). L'Udefec soutient les revendications nationalistes. Au bout de quelques années, l'Udefec et l'UPC se rejoignent et l'Udefec devient comme un organe annexe de l'UPC. Marie-Irène Ngapeth Biyong, élue secrétaire générale de l'Udefec lors du congrès en août 1954, continue de revendiquer l'autonomie du mouvement féministe. Elle est conduite devant le conseil de discipline présidé par Felix Moumié, Ernest Ouandié et Abel Kingué. On lui reproche de considérer l'Udefec comme une entité séparée et d'avoir publié un organe de presse (Femmes Kamerunaises) sans en avoir informé la hiérarchie du parti.
À la suite du décret de la France interdisant les activités de l'UPC et des organes annexes et de l'émission d'un mandat d'arrêt contre les dirigeants des organes du parti en 1955, elle s'exile au Cameroun britannique, puis au Nigeria. Elle retourne au Cameroun à la veille des indépendances et renoue avec la tendance légaliste de l'UPC, qui avait abandonné la lutte armée et le maquis et qui était conduite par Théordore Mayi Matip. Elle tente de relancer l'Udefec après l'indépendance, mais le désaccord entre les légalistes et les révolutionnaires (tendance choisie par les vice-présidentes Kamé Monique et Teck Cécile, de même que la secrétaire Générale adjointe Marthe Ouandié), conduisent à l'échec de l'initiative.
En 1961, elle est nommée secrétaire générale du Conseil National des femmes camerounaises.
Elle est décédée le 5 novembre 2001. Son livre Combats pour l'indépendance est publié en 2010, soit environ 9 ans après sa mort.

### Vie privée
Marie-Irène Ngapeth Biyong est l'épouse de Job René Ngapeth, haut cadre de l’UPC et qui est son camarade de promotion École Normale de Foulassi. 

## Ouvrage
- Combats pour l'indépendance, Paris, L'Harmattan, 2009, 520 p. (ISBN 978-2-296-07532-0)